# Hank Greenberg (baseball)
Pour les articles homonymes, voir Hank Greenberg et Greenberg.
Henry Benjamin « Hank » Greenberg (1er janvier 1911 - 4 septembre 1986) est un joueur américain de baseball qui a joué entre 1930 et 1947 et a remporté deux fois le prix pour le joueur par excellence de la Ligue américaine. Sa carrière a été raccourcie à cause de la Seconde Guerre mondiale et il n'a joué que 1 394 parties en 18 ans.

## Biographie
Il n'avait que 19 ans quand il a enregistré sa première présence au bâton en 1930, il était le plus jeune joueur de la ligue. Après avoir joué dans les ligues mineures entre 1930 et 1932, il rejoint les Tigers en 1933. Entre 1934 et 1940 il a frappé 235 coups de circuit, une moyenne de 39 circuits par saison (il a raté la saison en 1936). En 1941 il quitte les Ligues majeures pour rejoindre les United States Army Air Forces. Il a rejoint les Tigers en 1945 après la fin de la guerre. En 1946, ayant joué 78 parties en 5 ans, il mène la Ligue américaine avec 127 points produits et les majeures avec 44 circuits. À l'âge de 36 ans, il a joué sa dernière saison avec les Pirates de Pittsburgh, et n'a frappé que ,249 avec 25 coups de circuit. Il a pris sa retraite après la saison, pour être élu au Temple de la renommée du baseball  en 1956.

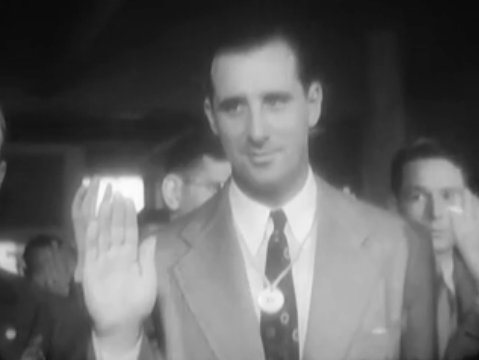
Serment de l'enrôlement pour lUS Army.

Il est le premier sportif juif américain à obtenir une grande notoriété.

## Comparaisons
Greenberg n'a joué que 1394 parties mais a frappé 331 coups de circuit. Sa moyenne de 15,68 présence au bâton par coup de circuit est légèrement supérieure à celle de Hank Aaron (16,38) et Willie Mays (16,42), et légèrement inférieure à celle de Barry Bonds (12,90) et Babe Ruth (11,76). Sa moyenne de 0,246 points produits par présence au bâton est légèrement inférieure à celle de Babe Ruth (0,264) mais supérieure à celle de Willie Mays, Barry Bonds et Hank Aaron.

## Palmarès
- Meilleur joueur de la Ligue américaine (1935, 1940)
- Élu cinq fois à l'équipe des étoiles en 13 saisons.
- Meilleur total de coups de circuit pour un frappeur droitier en une saison en 1938 (dépassé par Mark McGwire en 1998)
- Élu au Temple de la renommée du baseball en 1956

## Documentaire
Un documentaire lui a été consacré en 1998 : The Life and Times of Hank Greenberg, primé dans plusieurs festivals.